# Дендробиум Париша
Дендробиум Париша (лат. Dendrobium parishii) — многолетнее трявянистое растение семейства Орхидные, или Ятрышниковые (Orchidaceae).

## Этимология
Назван в честь священника, коллекционера и собирателя орхидей Самюэля Париша.
Английское название — Parish's Dendrobium.
Тайское название - Ueang Khrang Sai San, Ueang Sai Nam Khrang.

## Биологическое описание
Симподиальные листопадные растения средних размеров. 

Псевдобульбы свисающие, дугообразно изогнутые, длиной до 40 см, покрыты беловатыми пленчатыми влагалищами листьев.

Листья опадающие в сухой сезон, длиной 5-10 см, от узкояйцевидных до овальных, жесткие, кожистые, тупоконечные. 

Соцветия короткие, с одним-двумя цветками, образуются в зимне-весенний период в узлах вызревших безлистных псевдобульб. 

Цветки ароматные, около 5 см в диаметре. 
 Чашелистики и лепестки светлого розовато-пурпурного цвета, удлиненно-ланцетовидные, заостренные или тупоконечные, в основании белые. Чашелистики длиной 3-3,5 см, шириной до 1,2 см, лепестки длиной 2,5-3 см, шириной 1,5-2 см. 
 Губа длиной 2-2,5 см, шириной 2-2,3 см, опушенная, по краю реснитчатая, в зеве с двумя интенсивно-пурпурными или каштановыми пятнами, с коротким ноготком, трехлопастная, со слабовыраженными боковыми лопастями и крупной средней лопастью, края которой завернуты внутрь. 
 Колонка очень короткая.

## Ареал, экологические особенности
Китай (Хайнань), Ассам, Бангладеш, Восточные Гималаи, Мьянма, Таиланд, Лаос и Вьетнам.
Эпифит в широколиственных, вечнозеленых, равнинных и горных лесах на высотах от 250 до 1700 метров над уровнем моря.
Цветет в апреле — июне. Продолжительность цветения 1,5-2 недели. 

По другим данным, цветение происходит в период с февраля по август с пиком в мае и июне. Цветение в Таиланде: март — май.
Относится к числу охраняемых видов (II приложение CITES)

## В культуре

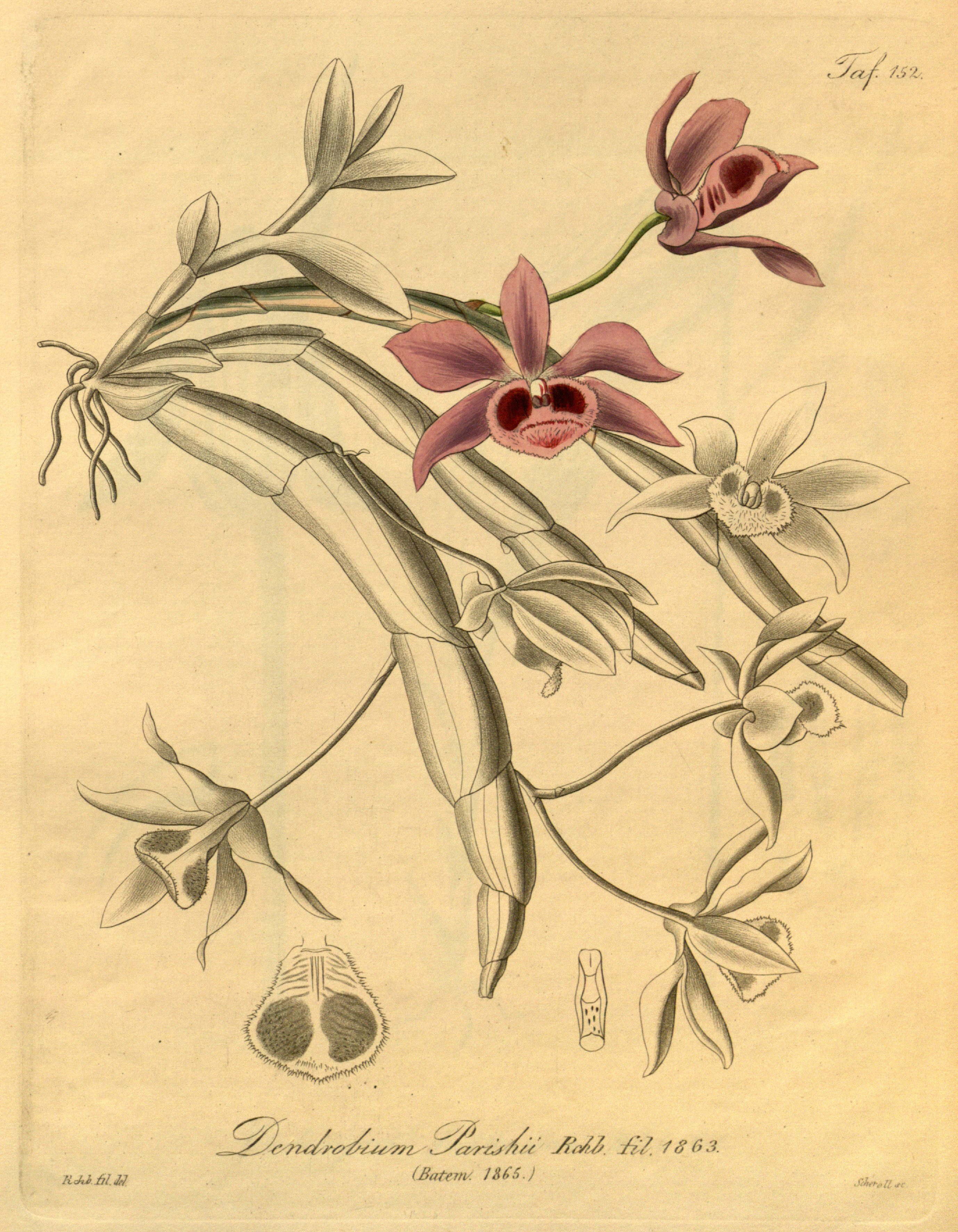
Dendrobium parishii
Ботаническая иллюстрация из книги "Xenia Orchidacea" vol. 2 tab. 152, 1874 г.

Температурная группа — умеренная/теплая.

Посадка на блок или в корзинку для эпифитов. Субстрат не должен препятствовать движению воздуха. Состав субстрата — сосновая кора средней и крупной фракции. 
Период покоя с осени по весну. Полив и подкормка осуществляется только в период вегетации с момента появления новых побегов до листопада. 

Относительная влажность воздуха 50-80 %. 

Освещение: яркое рассеянное, прямое солнце в утренние и вечерние часы.

## Искусственныегибриды(грексы)
По данным The International Orchid Register.
- Dendrobium Kasorn’s Little Primulinum - Den. polyanthum x Den. parishii, M.Chanyangam 2008
- Dendrobium Makahio Sweet Heart - Den. Super Ise x Den. parishii, J.K.Lau 2002